# 鞍山鋼鐵集團
鞍山鋼鐵集團有限公司，其母公司鞍钢集团有限公司是中華人民共和國國務院監管的中國中央企業，是中國大陸第三大鋼鐵國有企業，計及民企中國第4大、產量世界第7大（2015年）。集團從事採礦、選礦、煉鐵、煉鋼到軋鋼綜合配套，以及焦化、耐火、動力、運輸、冶金機械、建設、技術研發、設計、自動化、綜合利用。公司總部設在遼寧鞍山。

## 历史
集團的前身是日本統治中國東北時期南滿洲鐵道株式會社在1916年成立的「鞍山製鐵所」和「昭和製鋼所」。二戰結束前遭到蘇聯入侵拆遷，設備損失慘重。
國民政府接收東北後，負責掌管全國重工業的資源委員會蒐集東北剩餘炼钢設備改組成鞍山鋼鐵公司。中國共產黨接收東北後鞍山鋼鐵公司仍維持既往編制，並藉由蘇援重建及作為156項重點工程之一成為中華人民共和國規模最大且最先進的鋼鐵生產公司，1997年，鞍山鋼鐵集團將冷軋廠、線材廠及厚板廠資產注入子公司鞍鋼股份，同年並在香港交易所及深圳證券交易所上市。
2010年5月，鞍山鋼鐵集團公司與攀鋼集團的合併計劃獲得國資委的批准，兩家公司聯合重組後，將合併為鞍山鋼鐵集團公司。
2021年8月20日，辽宁省国资委将持有的本钢集团51%股份无偿转让给鞍钢，本钢自此成为鞍钢持股子公司。

## 画廊

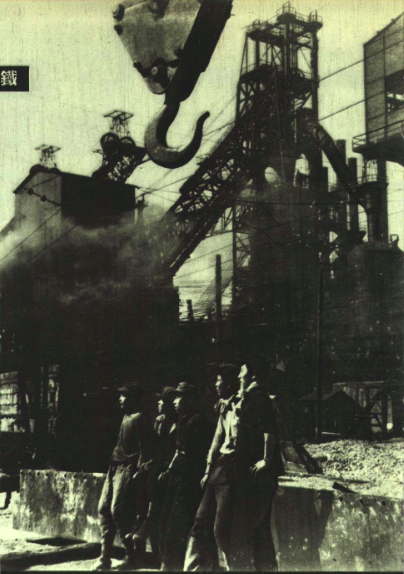
1950年的鞍山钢铁
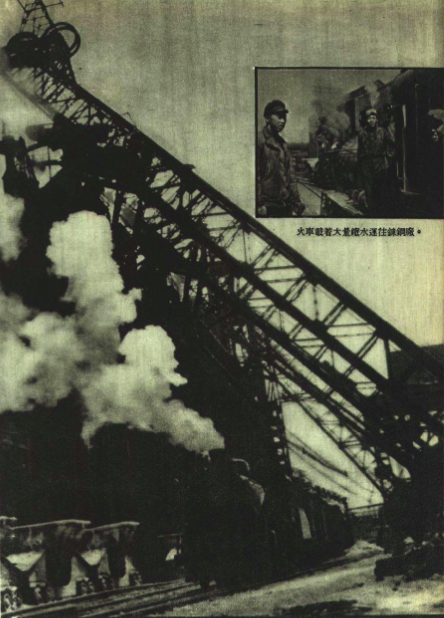
1950年的鞍山钢铁
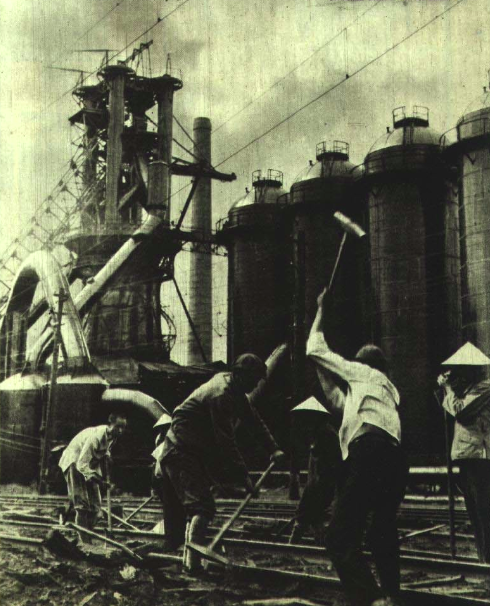
1950年的鞍山钢铁
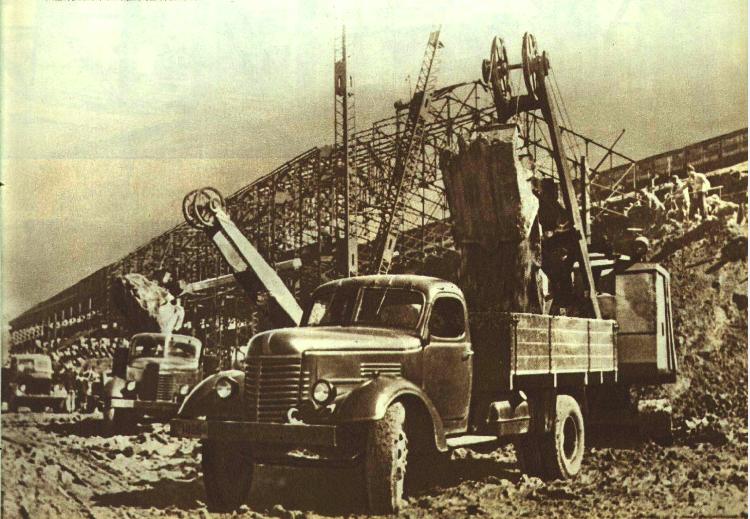
1952年鞍山钢铁
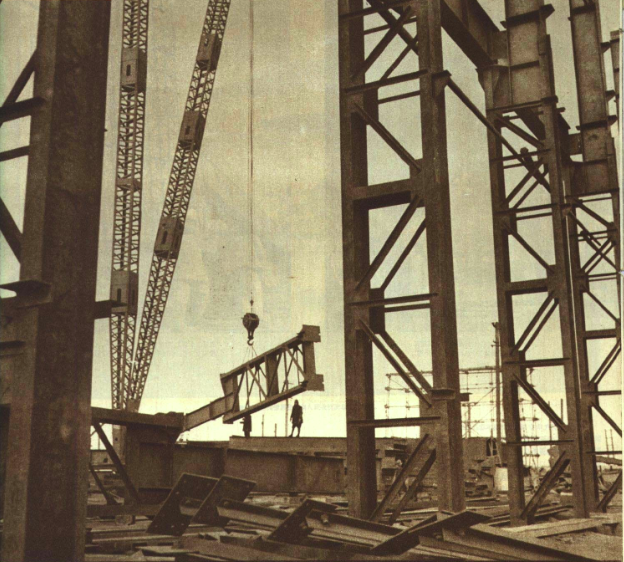
1952年鞍山钢铁25吨重吊车
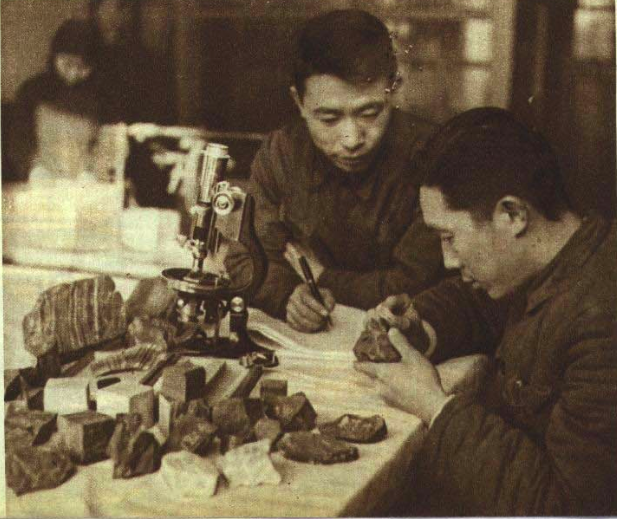
1952年鞍山钢铁工程师关子祥与罗耀星检查铁矿石
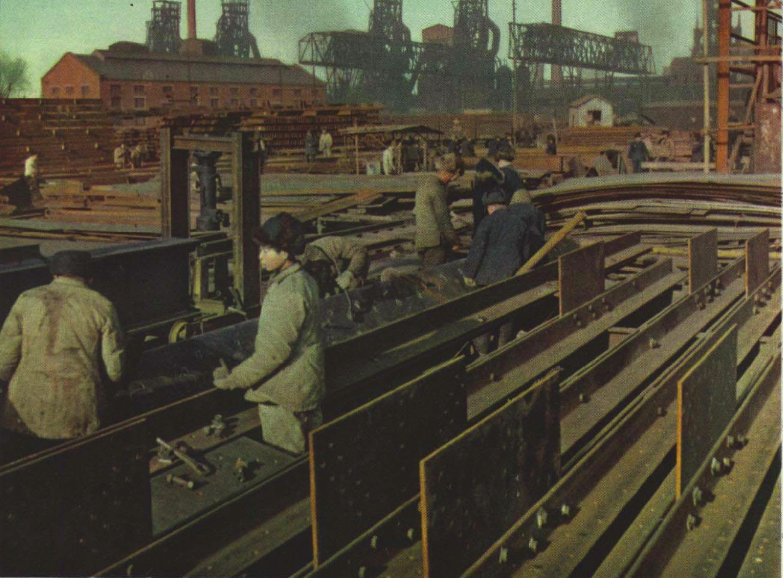
1952年鞍山钢铁结构金属加工厂
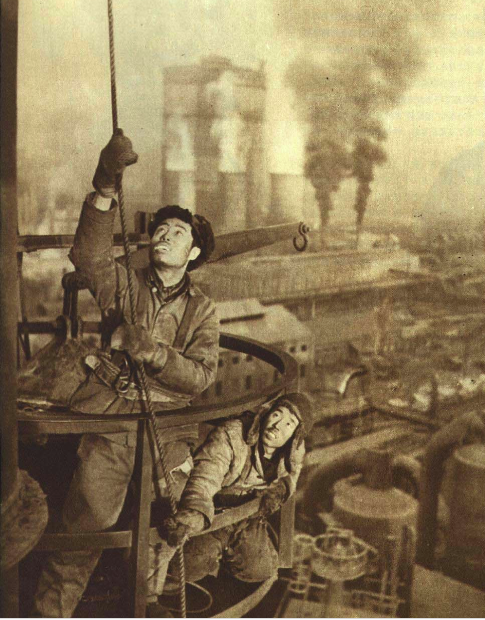
1952年鞍山钢铁修建高炉
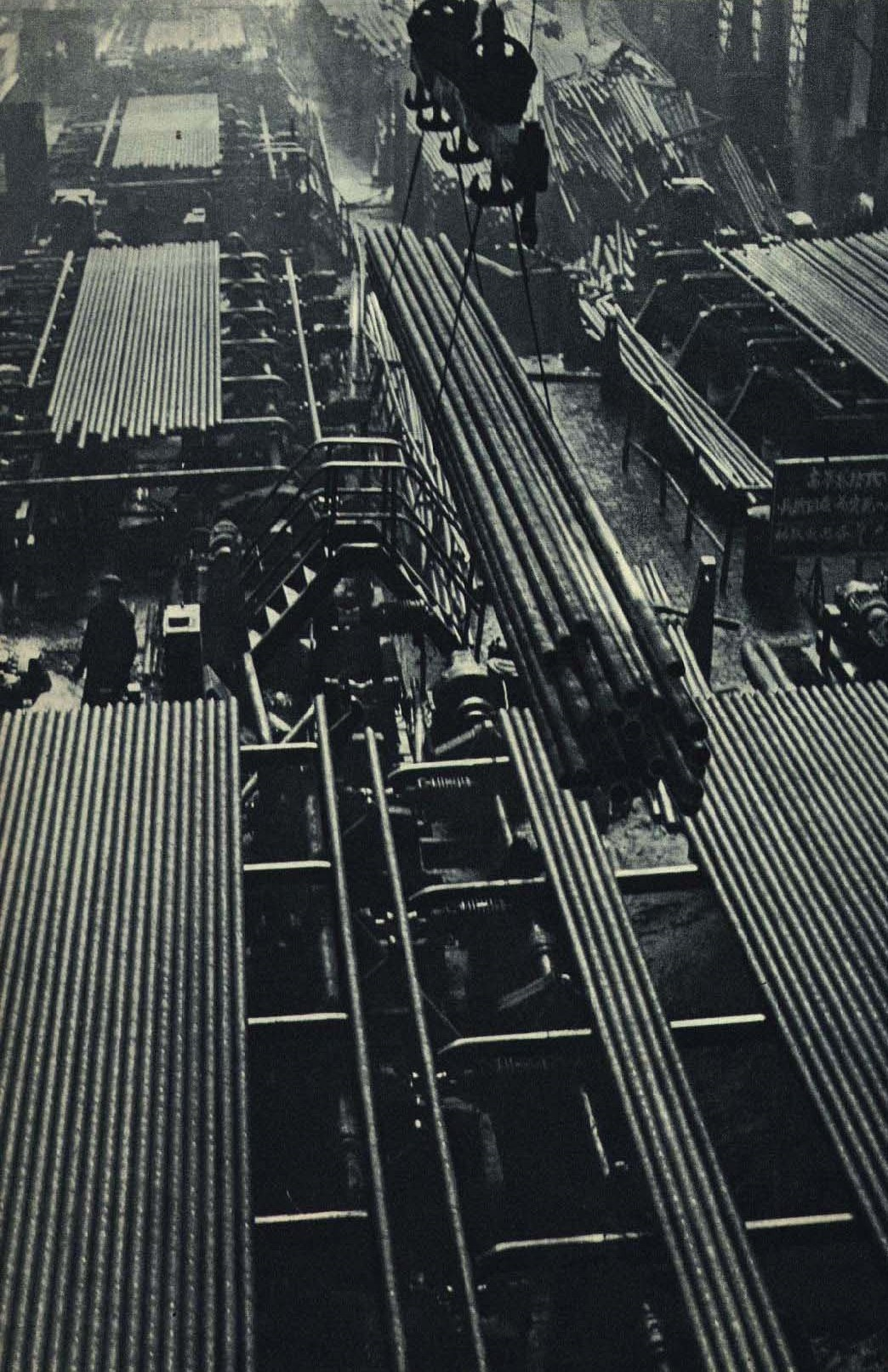
1962年 鞍山钢铁公司
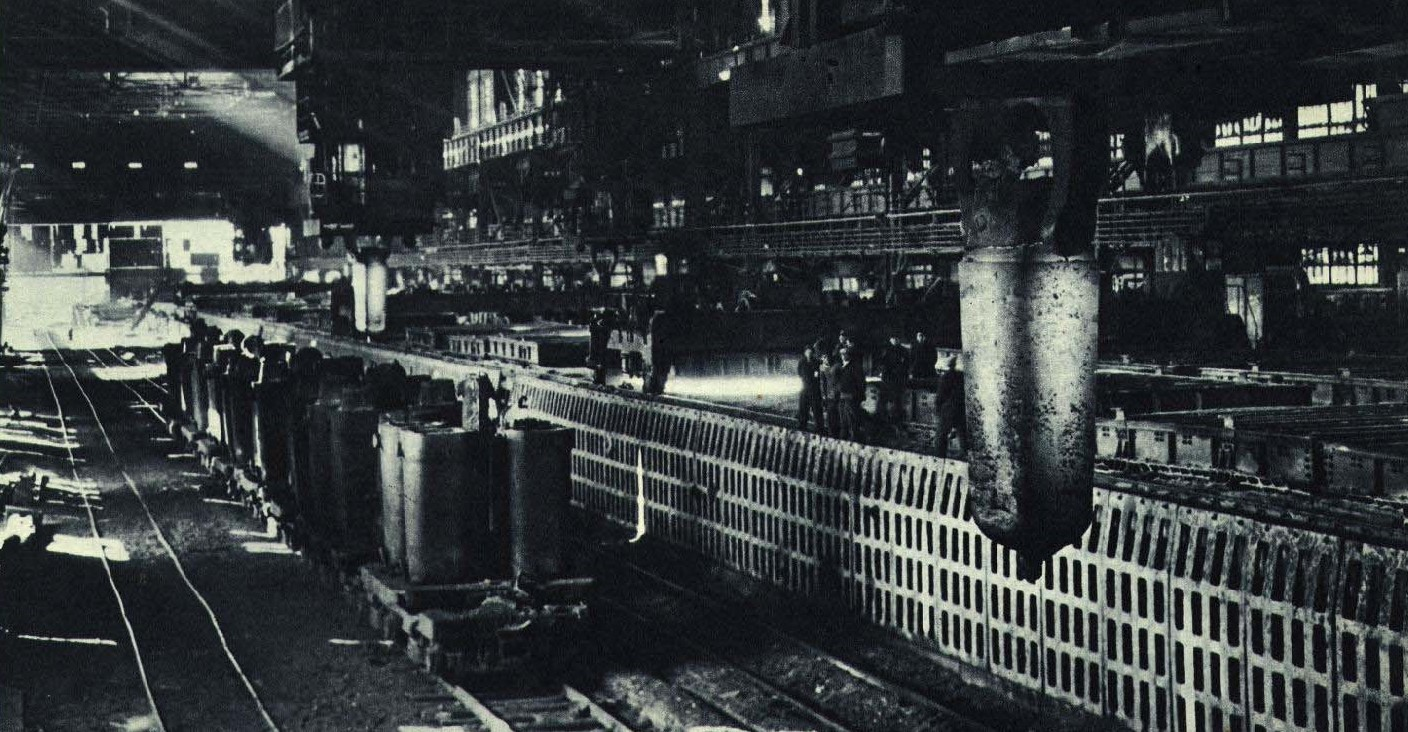
1962年 鞍山钢铁 大钢锭
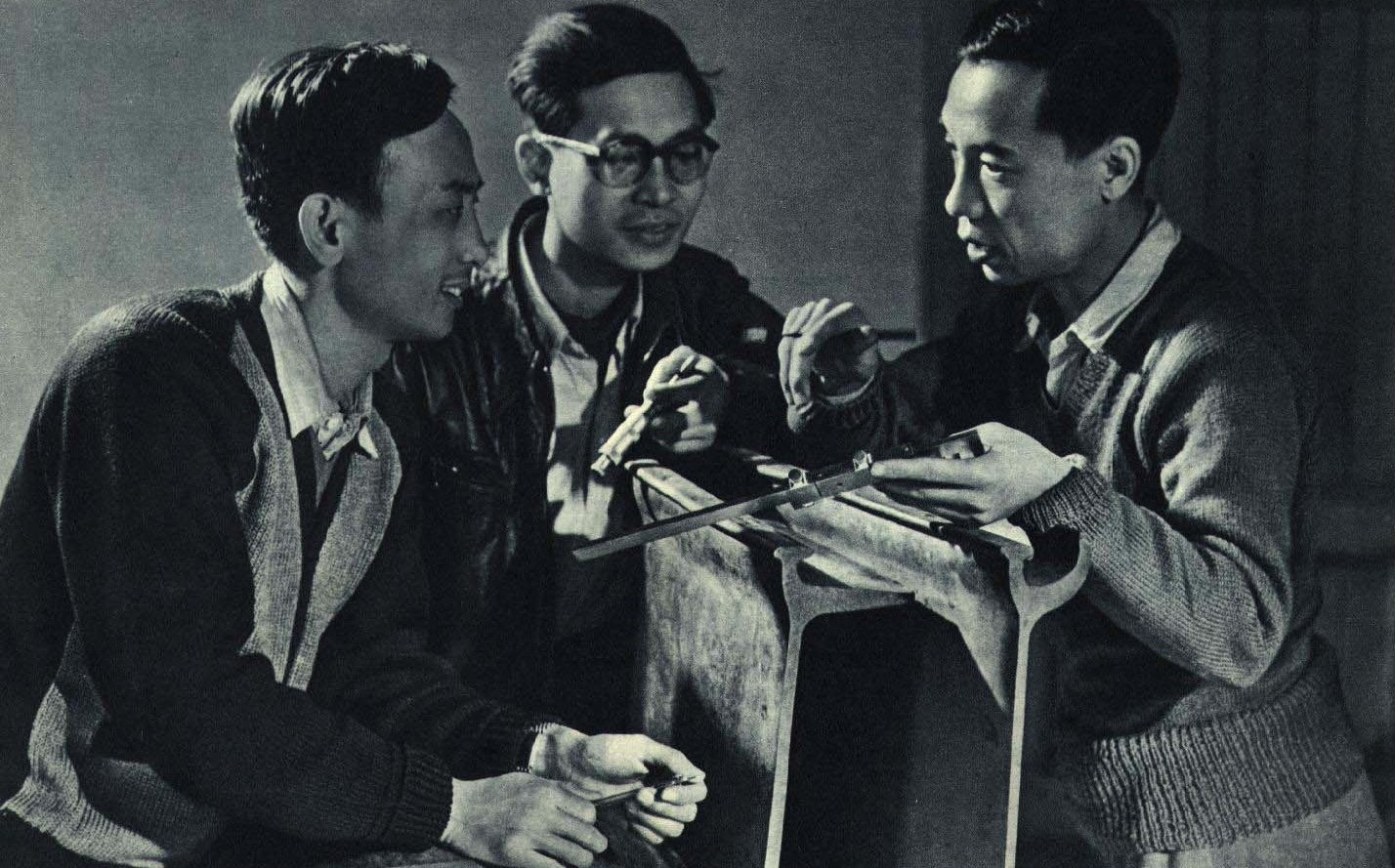
1962年 鞍山钢铁 钢桩设计 工程师龙春满 林健桩 赵季堃
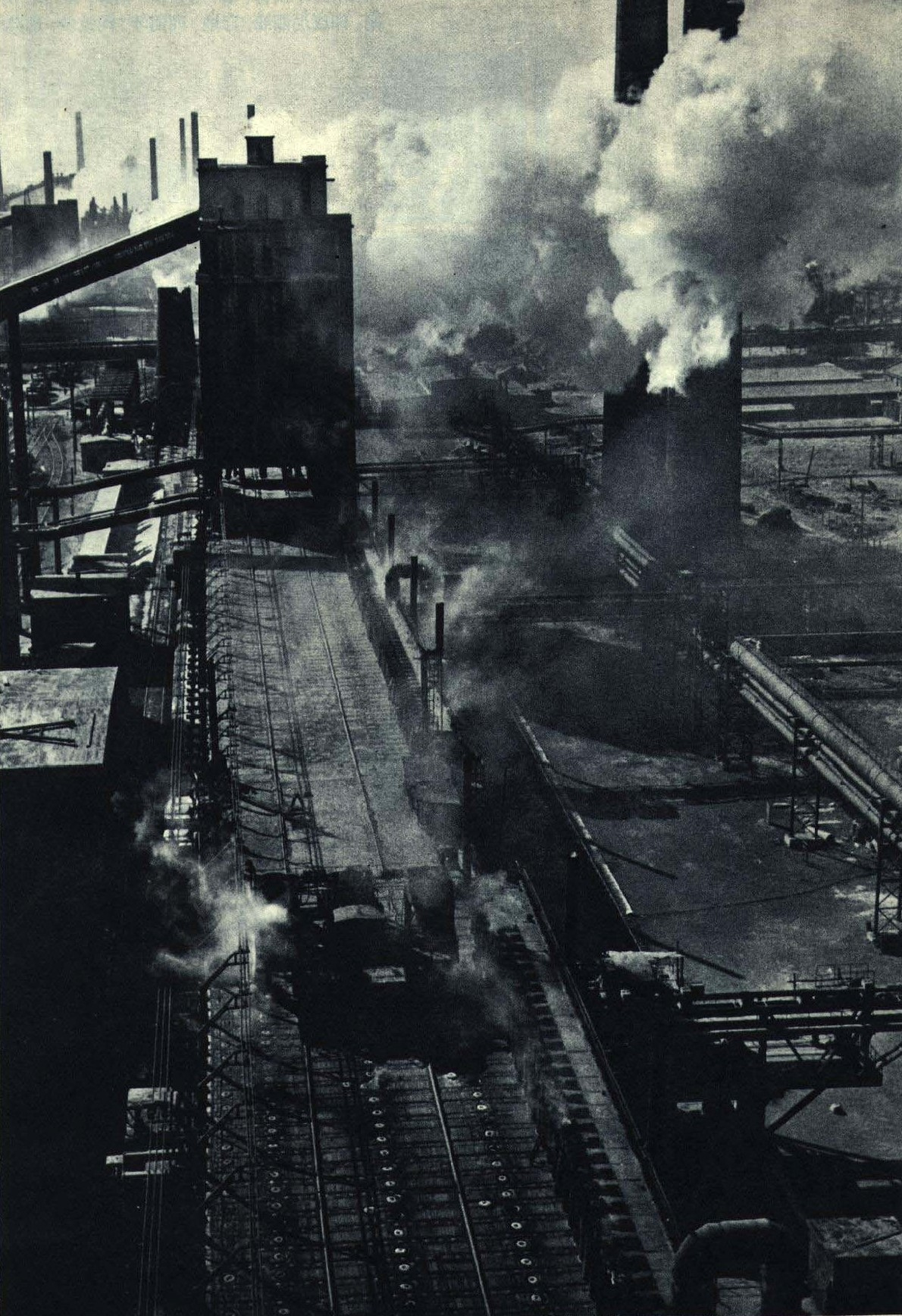
1962年 鞍山钢铁 化工总厂炼焦炉
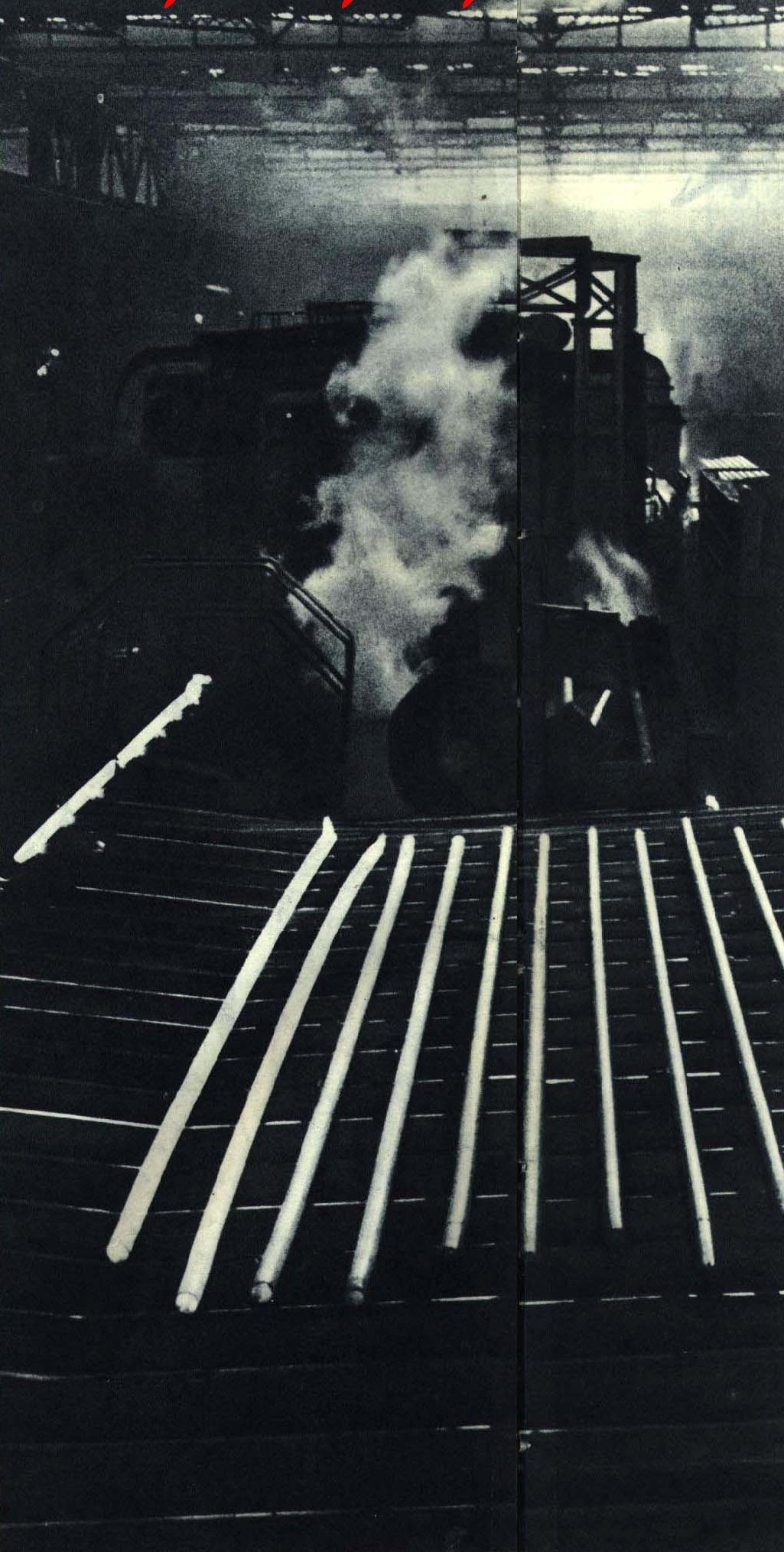
1962年 鞍山钢铁 无缝钢管厂
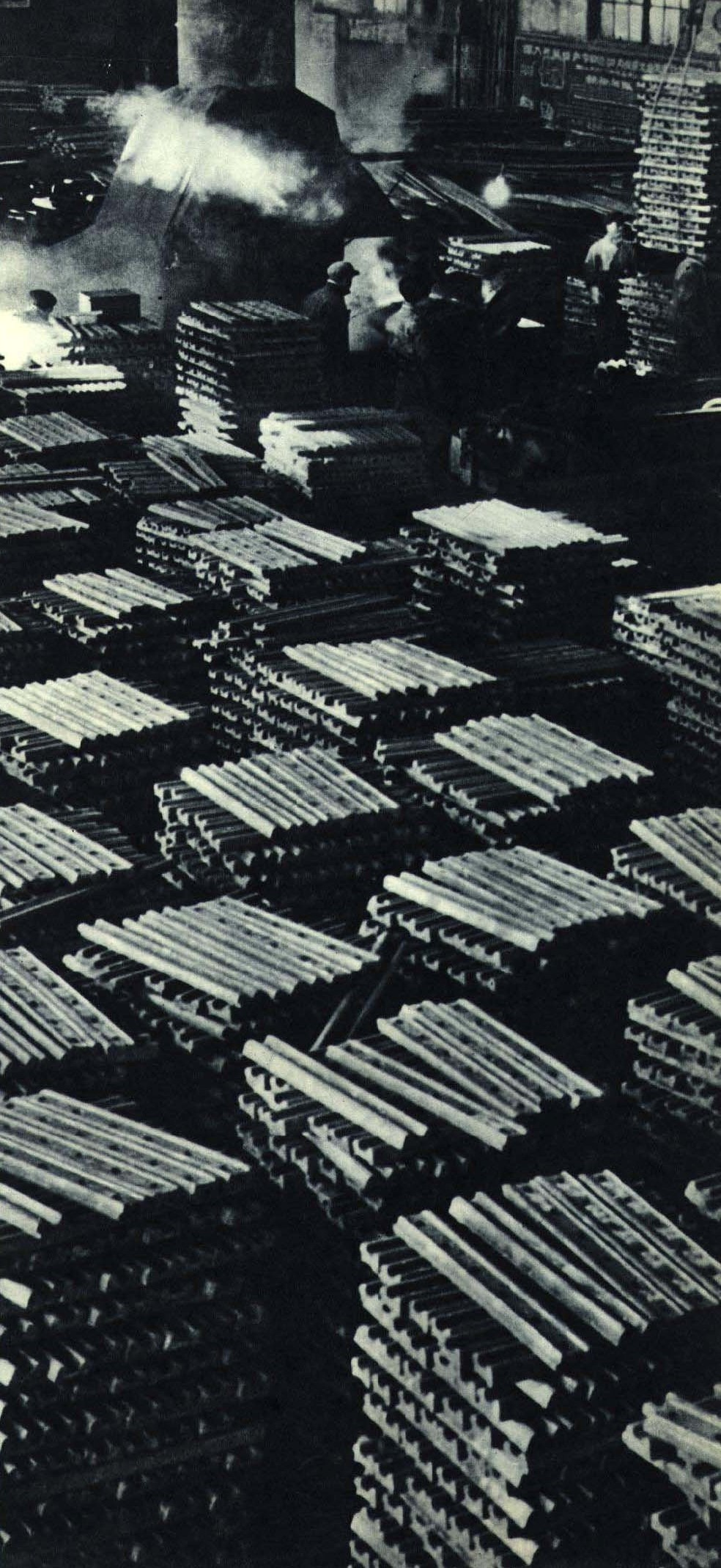
1962年 鞍山钢铁 新产品六孔鱼尾板
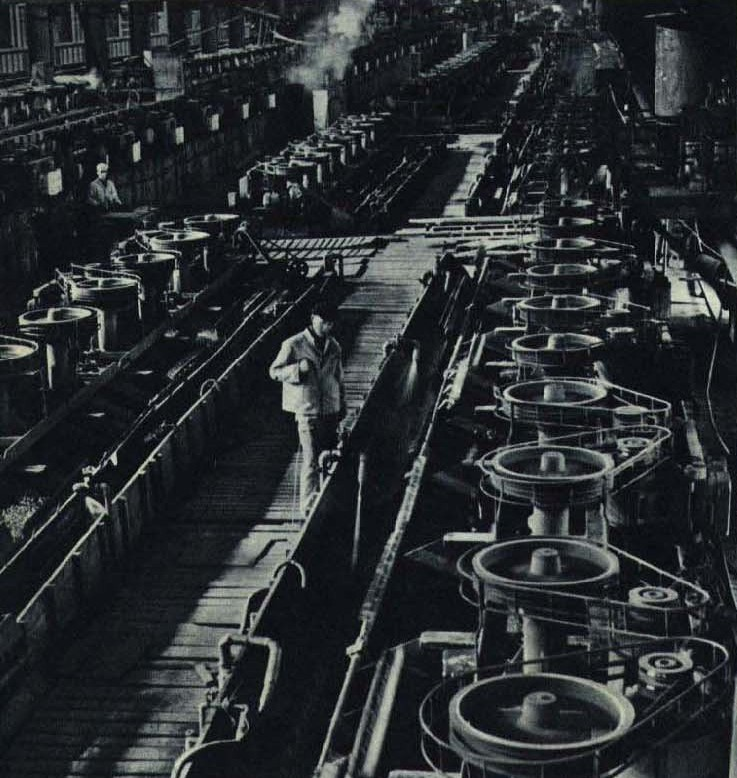
1962年 鞍山钢铁 选矿车间工人们正为高炉准备精矿粉
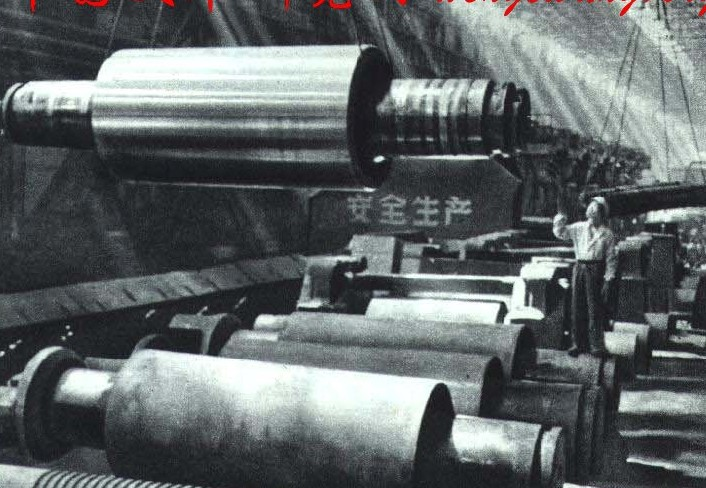
1964年 鞍山钢铁公司
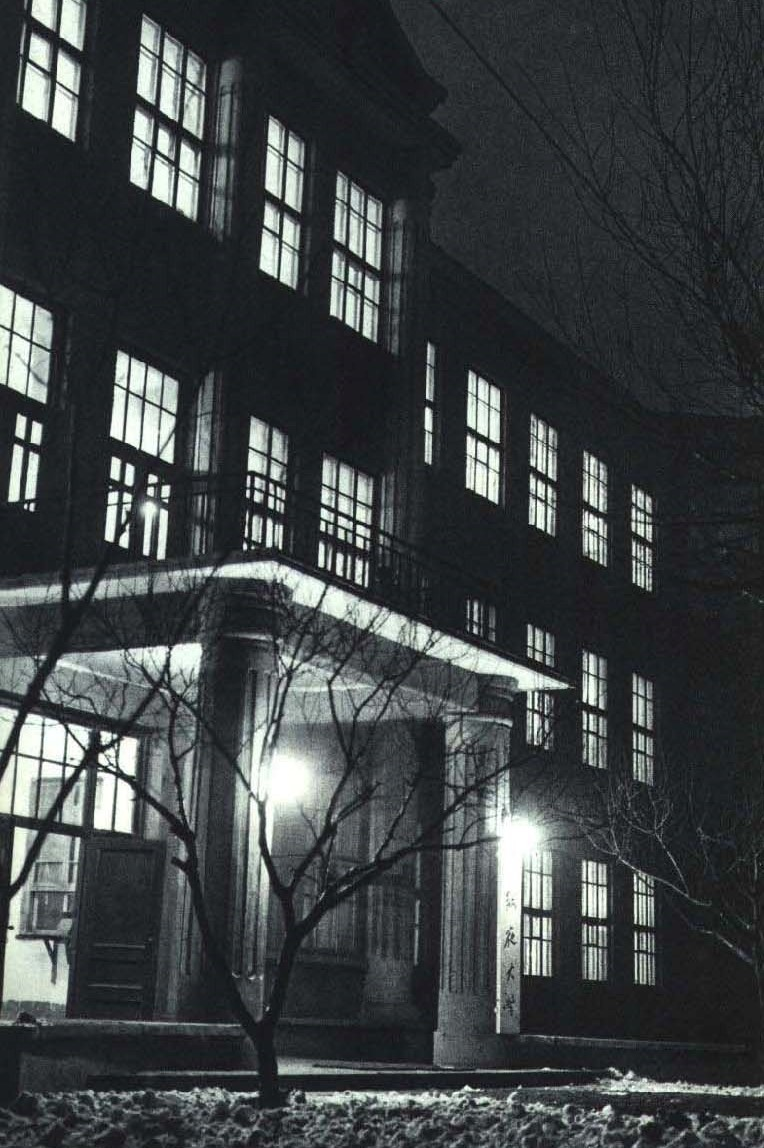
1964年 鞍钢夜大学
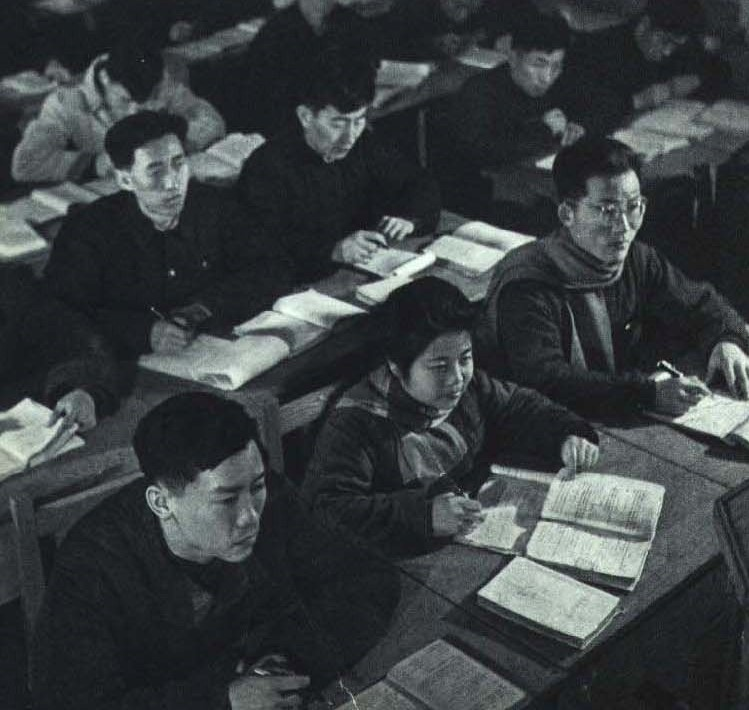
1964年 鞍钢夜大学学生学习
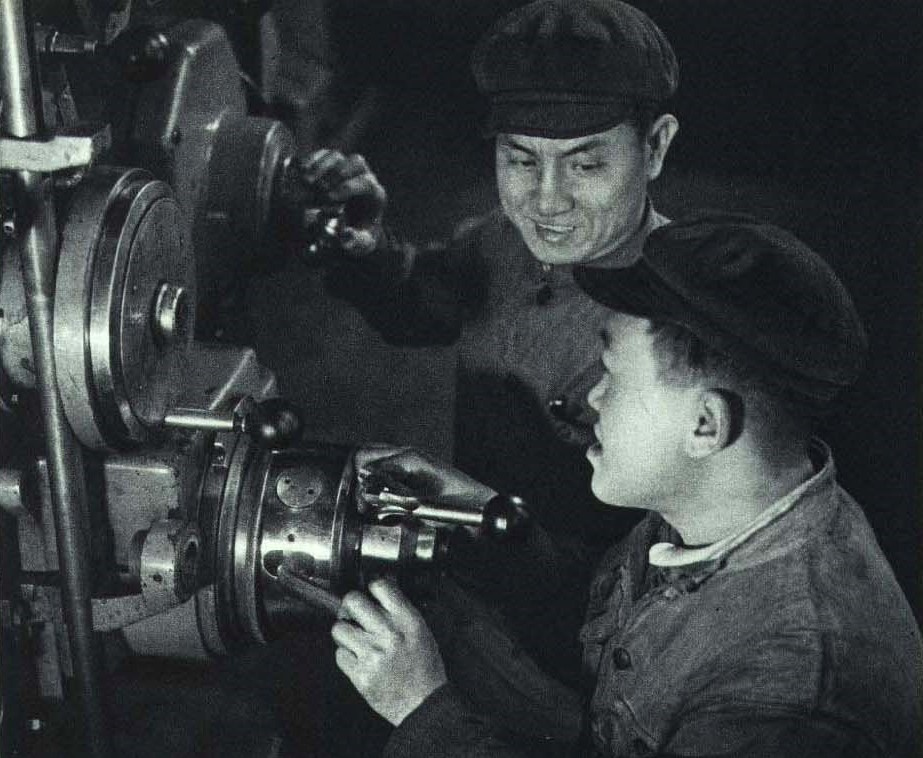
1964年 鞍钢夜大学学生学习
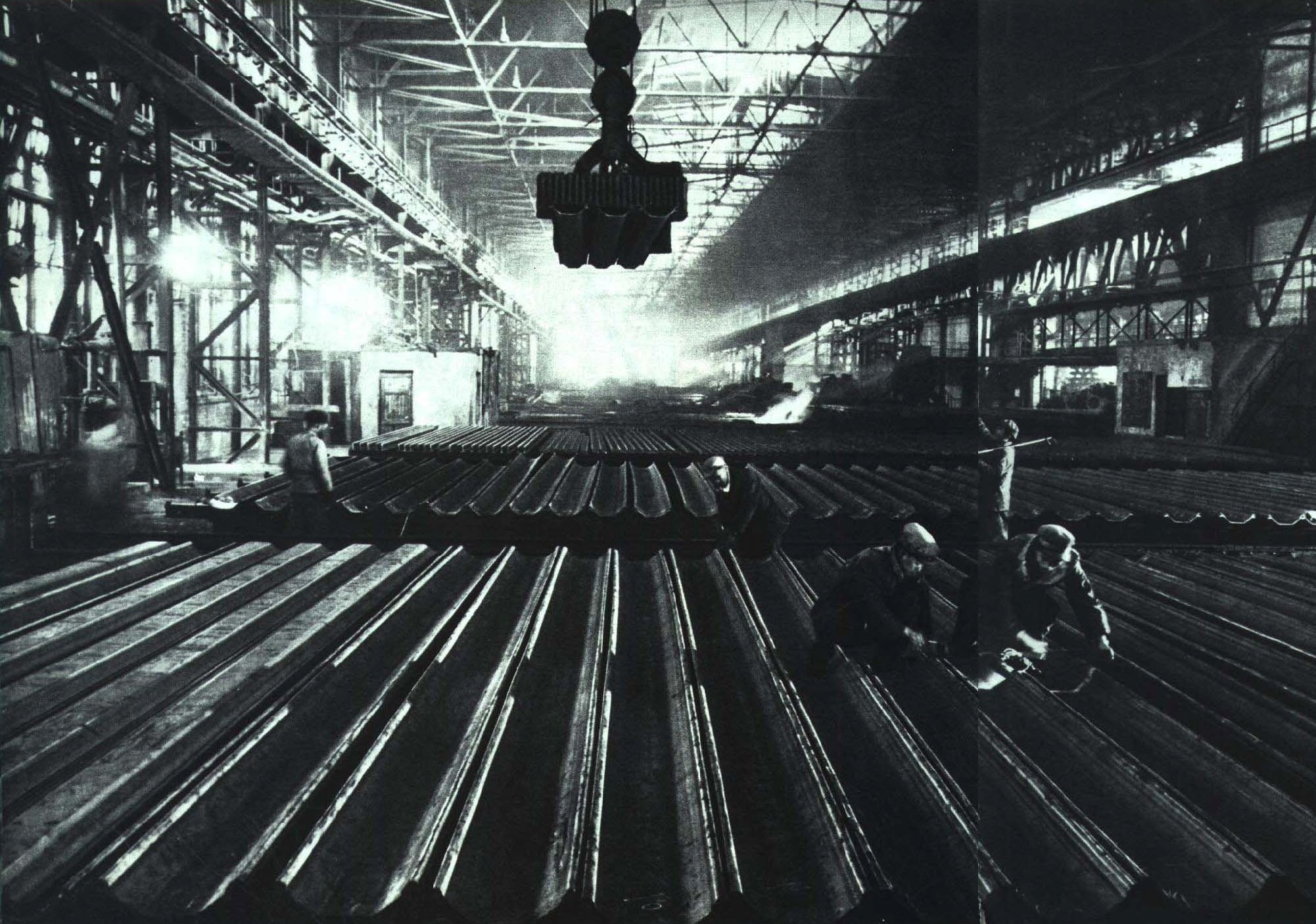
1964年 鞍山钢铁公司生产的槽型钢板桩
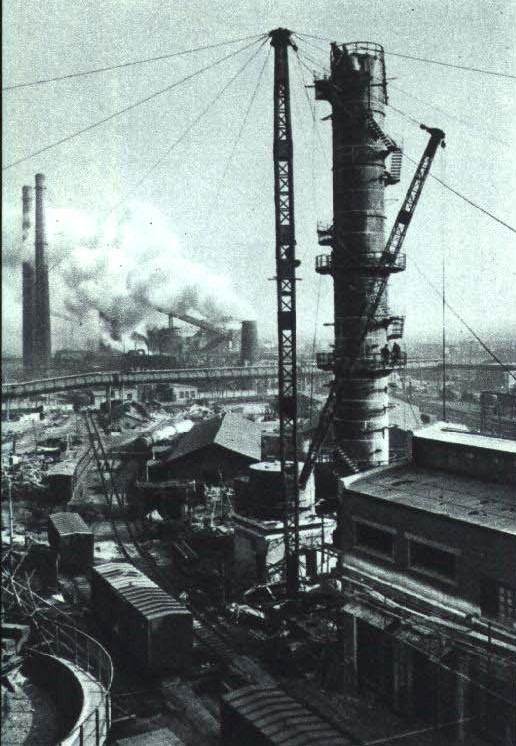
1965年 鞍山钢铁修建回收塔
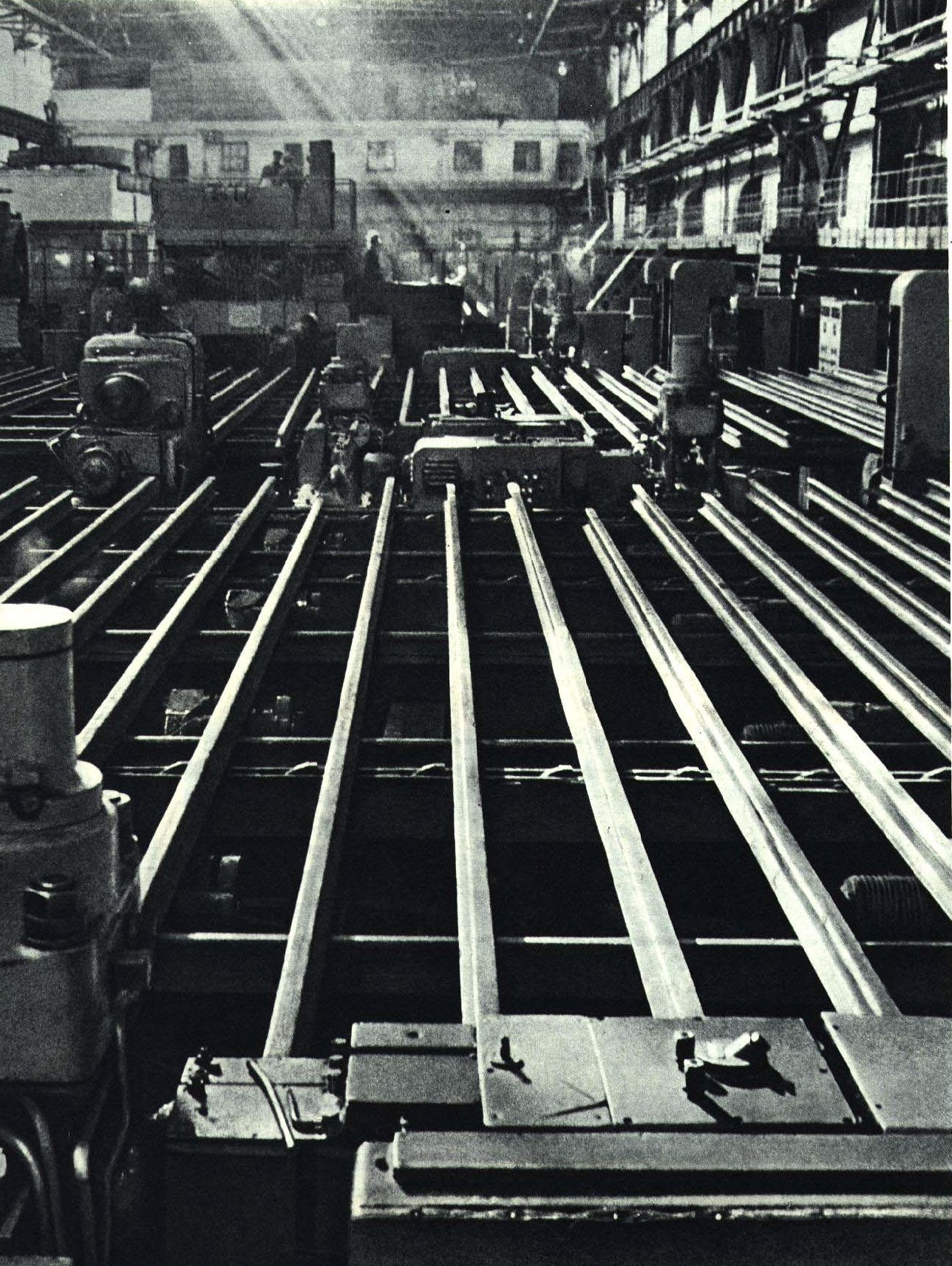
1965 鞍山钢铁大型轧钢厂